# Орулган
Орулга̀н (на руски: Орулган) е планински хребет в Североизточен Сибир, най-високата част на Верхоянските планини, в северната част на Якутия, Русия.
Простира се в северната част на планината, в меридионално направление на протежение около 500 km. На север се свързва с по-ниския Хараулахски хребет. Максимална височина връх Орулган 2409 m 67°34′56″ с. ш. 128°08′41″ и. д. / 67.582222° с. ш. 128.144722° и. д., разположен в централната му част. Изграден е от варовици, пясъчници и шисти. Западните му склонове са силно резчленени от десните притоци на Лена (Ундюлюнг, Бегиджан, Соболох-Маян, Менкере, Джапджан, Бьосюке и др.), а източните – от река Омолой и нейните леви притоци и Битантай (ляв приток на Яна) и неговите леви притоци. На височина до 1000 – 1200 m е покрит с редки лиственични гори, а нагоре следва камениста тундра.